# Барели (округ)
Баре́ли, иногда Баре́йли (хинди बरेली जिला, англ. Bareilly) — округ в индийском штате Уттар-Прадеш. Административный центр — город Барели. Площадь округа — 4120 км².
По данным переписи 2011 года население округа составляет 4 465 344 человека. Плотность населения — 1084 чел./км². Прирост населения за период с 2001 по 2011 годы составил 23,4 %. На 1000 мужчин приходится 883 женщины. Уровень грамотности населения — 60,52 %. Индуисты составляют 62 % населения, мусульмане — 35 %.
По данным прошлой переписи 2001 года население округа насчитывало 3 618 589 человек. Уровень грамотности взрослого населения составлял 47,84 %, что было значительно ниже среднеиндийского уровня (59,5 %).